# 심상익
심상익(沈相翊, 1877년 ~ 1945년)은 대한제국의 관료이다. 자는 위옥(韋玉), 본관은 청송(靑松)이다.

## 가계
{친계}
- 14대조 : 심연원 - 영의정 · 청천부원군
- 13대조 : 심강 - 명종의 국구 청릉부원군 · 영돈녕부사 · 증 영의정
- 12대조 : 심의겸 - 서인의 초대 영수, 병조판서, 청양군
- 11대조 : 심엄 - 옥과현감 · 증 영의정 · 청송부원군
- 10대조 : 심정세 - 선조의 두 번째 국구 연흥부원군 · 영돈녕부사 · 증 영의정 김제남의 사위 - 광해군 때, 군자감 판관 재직시 계축옥사에 연루되어, 장인 김제남과 함께 화를 당함. 인조반정 후에 신원되어, 좌승지에 증직되고, 이어서 이조참판에 증직됨
- 9대조 : 심진 - 군수 · 동지중추부사
- 8대조 : 심약사
- 7대조 : 심윤 - 선공감 감역
- 6대조 : 심방현 - 증 사복시정
- 5대조 : 심환 - 증 좌승지
- 고조부 : 심술지 - 증 호조참판
  - 증조부 : 심능현 - 무과 급제 · 오위도총부 경력 · 증 규장각 직각
    - 조부 : 심의식 - 증 규장각 직제학
      - 숙부 : 심위택 - 헌릉참봉
        - 사촌 : 심상각(비서승) - 심건택의 아들

      - 아버지 : 심건택 - 심정의(형조판서 심의면의 동생)에게 양자로 감
        - 형 : 심상기
        - 본인 : 심상익 - 전라남도 관찰사 · 내부협판
        - 부인 : 전주 이씨 - 종정원경 이재하의 딸
        - 동생 : 심상유(안산군수) - 이조판서 · 판돈녕부사 · 내무독판 심이택(대한제국 공작 청녕공 영의정 · 의정대신 심순택의 동생)에게 양자로 감
        - 동생 : 심상각(비서승) - 숙부 심위택에게 양자로 감
        - 동생 : 심상연 - 대한제국 육군참령(대한민국의 육군소령)
        - 여동생 : 대구 서씨 군수 서상연에게 출가
        - 여동생 : 전주 이씨 일제 후작 청풍군 이해승(항일계몽소설가 심훈의 처남)에게 출가

{양계}
- 14대조 : 심달원 - 기묘명현 · 승문원 판교 · 증 이조판서
- 13대조 : 심자 - 선공감 첨정 · 증 좌찬성
- 12대조 : 심우정 - 여주목사 · 증 이조판서
- 11대조 : 심집 - 정사공신 좌의정 청원부원군(靑原府院君) 심기원의 당숙, 형조판서 · 예조판서
- 10대조 : 심동귀 - 홍문관 응교 · 증 대사헌
- 9대조 : 심유 - 홍문관 부제학 · 대사성
- 8대조 : 심한주 - 고양군수 · 증 이조참의
- 7대조 : 심봉휘 - 능주목사 · 증 이조참판
- 6대조 : 심성희 - 이조참판 · 증 이조판서
- 5대조 : 심공헌 - 증 좌찬성
- 고조부 : 심염조 - 규장각 직제학 · 황해도 관찰사 · 증 영의정
  - 증조부 : 심응규(서흥부사 · 증 규장각 직제학) - 영의정 심상규의 동생
    - 조부 : 심정의(승지 · 증 규장각 제학) - 형조판서 심의면의 동생
      - 아버지 : 심건택 - 충청남도 관찰사 · 지돈녕사사
        - 형 : 심상기
        - 본인 : 심상익 - 전라남도 관찰사 · 내부협판
        - 부인 : 전주 이씨 - 종정원경 이재하의 딸
        - 동생 : 심상유(안산군수) - 이조판서 · 판돈녕부사 · 내무독판 심이택(대한제국 공작 청녕공 영의정 · 의정대신 심순택의 동생)에게 양자로 감
        - 동생 : 심상각(비서승) - 숙부 심위택에게 양자로 감
        - 동생 : 심상연 - 대한제국 육군참령(대한민국의 육군소령)
        - 여동생 : 대구 서씨 군수 서상연에게 출가
        - 여동생 : 전주 이씨 일제 후작 청풍군 이해승(항일계몽소설가 심훈의 처남)에게 출가

## 생애

### 대한제국 고종
1901년(고종 38년) 내부참서관(內部參書官) · 중추원 의관(中樞院議官)에 제수되고 칙임관 4등에 올랐다.
1902년 내부참서관(內部參書官) · 내부 지방국장(內部地方局長)에 제수되고 주임관 1등에 올랐다.
1902년 기로연(耆老宴)에서 영친왕부 찬위(英親王府贊尉)에 제수되었다.
1903년 중추원 의관(中樞院議官) · 동지돈녕원사(同知敦寧院事)에 제수되고 칙임관 4등에 올랐다.
1904년 법부협판(法部協辦)에 제수되고 칙임관 3등에 올랐다.
1905년 비서감승(秘書監丞)에 제수되고 칙임관 3등에 올랐다.
1906년 시종원 부경(侍從院副卿) · 봉상사 제조(奉常司提調) · 전라남도 관찰사(全羅南道觀察使)에 제수되고 칙임관 3등에 올랐다.
1907년 내부협판(內部協辦) · 중추원 찬의(中樞院贊議)에 제수되고 칙임관 2등에 올랐다.

### 대한제국 순종
1910년(순종 3년) 정2품 자헌대부에 올랐다.

## 같이 보기
| - 심연원 - 심강 - 심의겸 - 김제남 - 심상규 - 심의면 - 심순택 - 심이택 - 심건택 - 이해승 - 심훈 | - 심선택 - 심흥택 - 심호택 - 심상훈 - 심상학 - 심상찬 - 심상황 - 심상만 - 심종협 - 심형진 - 심환진 |

## 참조
- 《고종실록》
- 《순종실록》
- 《청송심씨대동보》

1. ↑  고종실록 42권, 고종 39년 5월 6일 양력 3번째기사
2. ↑  고종실록 44권, 고종 41년 4월 2일 양력 2번째기사
3. ↑  고종실록 47권, 고종 43년 8월 2일 양력 1번째기사
4. ↑  고종실록 48권, 고종 44년 5월 30일 양력 2번째기사
5. ↑  순종실록 4권, 순종 3년 8월 27일 양력 3번째기사

| 전임 이도재 | 제14대 전라남도 관찰사 1906년 9월 23일 ~ 1907년 5월 17일 | 후임 박중양 |